# Havaika gressitti
Havaika gressitti är en spindelart som beskrevs av Prószynski 2007 [2008. Havaika gressitti ingår i släktet Havaika och familjen hoppspindlar. Inga underarter finns listade i Catalogue of Life.